# Владимир Татарчук
Владимир Татарчук е бивш руски и съветски футболист, полузащитник. Заслужил майстор на спорта.
Нареждан е сред легендите на ЦСКА, Москва и най-добрите атакуващи халфове, играли в клуба изобщо. Синът му Владимир също е футболист и се състезава за тима Зенит Пенза.

## Клубна кариера
Започва кариерата си в СКА Карпати. За кратко играе и във ФШМ „Торпедо“. През 1985 г. постъпва в армията и преминава в ЦСКА Москва, който по онова време е в съветската Първа лига. Успява да се наложи в тима, въпреки че тежко понася първите си сезони в ЦСКА под ръководството на Юрий Морозов, а по-късно и на Сергей Шапошников. Най-често Татарчук играе като ляво крило, или в центъра на полузащитата, където си партнира с Игор Корнеев и Валерий Брошин в средата на терена.
През 1989 г. под ръководството на треньора Павел Садирин ЦСКА печели в Първа лига, а през 1990 г. завършва втори във Висшата лига. Татарчук попада за първи път в списъка „33 най-добри“ след края на сезона и е повикан в националния отбор на СССР. През 1991 г. е с основен принос за спечелената титла на московските армейци. Това се оказва и последният шампионат на СССР.
През януари 1992 г. преминава в чешкия Славия (Прага), подписвайки договор за 2 години. През първите 3 месеца от престоя си там не играе много силно, но постепенно става основен играч и се утвърждава като атакуващ полузащитник. В чешкия шампионат записва 47 мача и вкарва 8 попадения. През лятото на 1994 г. се завръща в ЦСКА, след като Славия не успява да заплати цялата сума за трансфера на халфа. Изиграва 8 срещи, но в началото на следващия сезон не попада в плановете на треньора Александър Тарханов и напуска. Заедно с Олег Сергеев играе в Саудитска Арабия за „Ал Итихад“. Тимът печели бронзовите медали на шампионата, но поради честата смяна на треньорите не успява да изгради постоянен състав.
През 1996 г. се завръща в Русия, играейки за ФК „Тюмен“. Печели Първа дивизия с тима, но на следващия сезон Тюмен не успява да се задържи във Висшата лига. След това преминава през отборите на Локомотив Нижни Новгород и Сокол Саратов, които също играят в най-висшата дивизия на руския футбол.
През 2001 г. Татарчук преминава в латвийския „Металург“. След това за кратко играе и в аматьорския „Шатура“.

## Национален отбор
През 1985 г. участва на световното първенство за юноши. През 1988 г. играе за олимпийския отбор на СССР и печели златен медал от олимпиадата в Сеул. На финала срещу Бразилия полуава червен картон. Записва 9 мача за първия тим на СССР. В периода 1992-1994 Павел Садирин го вика в националния отбор на Русия. Играе в квалификациите за Мондиал 1994 в САЩ, но не попада в състава за световното първенство.

## Успехи
- Олимпийски шампион – 1988
- Шампион на СССР – 1991
- Купа на СССР – 1991
- Руска Първа дивизия – 1996, 2000